# Peltoperlopsis spinosa
Peltoperlopsis spinosa är en bäcksländeart som beskrevs av Bill P.Stark och Ignac Sivec 2007. Peltoperlopsis spinosa ingår i släktet Peltoperlopsis och familjen Peltoperlidae. Inga underarter finns listade i Catalogue of Life.